# Groupement des industries françaises de défense et de sécurité terrestres et aéroterrestres
 (mai 2024).
Le Groupement des industries françaises de défense et de sécurité terrestres et aéroterrestres (GICAT) est une association professionnelle française créée en 1978 qui regroupe près de 470 adhérents (grands groupes, entreprises de taille intermédiaire, petites et moyennes entreprises) qui couvrent un large spectre d’activités industrielles, de recherche, de services et de conseil au profit des forces militaires et civiles nationales et internationales impliquées dans la sécurité ou la défense terrestres ou aéroterrestres.

## Missions
Le GICAT représente les intérêts des industriels français de la Défense et de Sécurité terrestres et aéroterrestres.

## Historique
Le GICAT, anciennement « Groupement des Industries concernées par les matériels de Défense Terrestre », a été créé en 1978 sous l'impulsion d'industriels de l'armement terrestre afin d'organiser la défense des intérêts de la profession et d'assurer la représentativité du secteur aéroterrestre vis-à-vis des pouvoirs publics.
Le GICAT est membre fondateur du Conseil des industries de défense (CIDEF), qui a été créé en 1990. Hervé Guillou, le PDG de DCNS a succédé en janvier 2016 à Marwan Lahoud à la tête du CIDEF.
Depuis 2011, le GICAT a élargi ses activités au secteur de la sécurité : il a modifié ses statuts pour devenir le « Groupement des industries françaises de défense et de sécurité terrestres et aéroterrestres ». Aujourd’hui, environ 60 % des membres du GICAT, des grands groupes aux petites entreprises, sont impliqués dans la sécurité, soit plus d’une centaine d’adhérents .
En mars 2017, le GICAT a lancé un accélérateur de start-up françaises, Generate, pour les aider à appréhender les logiques du monde la défense et de la sécurité.
En octobre 2018, le GICAT s'est distingué en impulsant un Cluster Data Intelligence afin d'offrir à la France une solution souveraine dans le traitement massif des données.

## Activité de lobbying
Le GICAT est le lobby de l'industrie de la défense,,. Le GICAT est inscrit comme représentant d'intérêts auprès de la Haute autorité pour la transparence de la vie publique depuis 2017. Il déclare à ce titre que les coûts annuels liés aux activités directes de représentation d'intérêts sont compris entre 100 000 et 200 000 euros.

## Événements

### France

#### Cercle Prospective Terre
Le Cercle Prospective Terre est un espace de réflexion et d’échanges  entre élus nationaux, leaders d’opinion, responsables militaires, décideurs politiques et industriels. Sa vocation est de promouvoir le partage d’expériences et l’émergence d’idées sur les engagements et les équipements de demain et ce, en étroite collaboration avec l’armée de Terre.

#### Cercle SécuriTerre

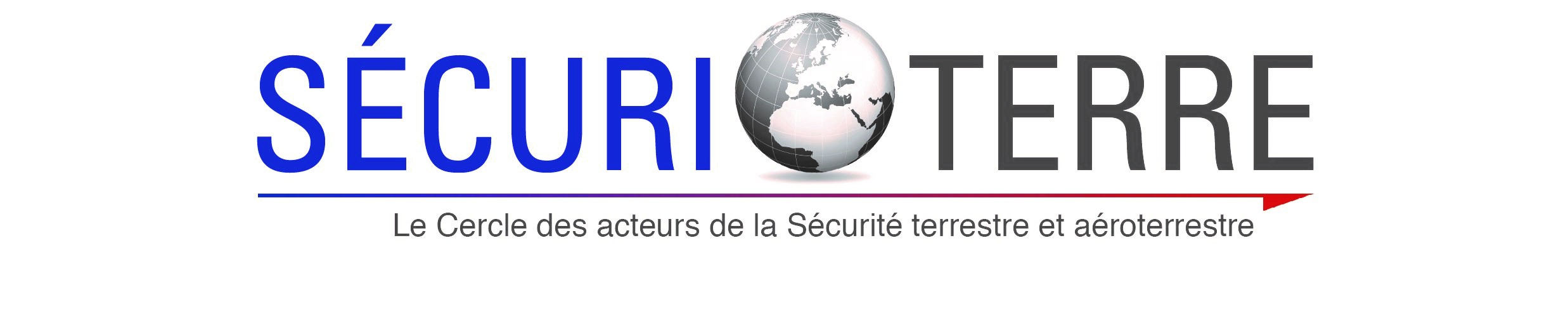
Logo Cercle SécuriTerre

Les rencontres SécuriTerre ont vocation à promouvoir les échanges entre les acteurs de la sécurité (industriels, institutionnels et parlementaires). Ces rencontres ont lieu tous les trois mois.

### International

#### Eurosatory
Le Commissariat général des Expositions et Salons (COGES), filiale à 100% du GICAT, co-organise le salon Eurosatory, avec le Ministère de la Défense, l'Armée de terre, les organismes de Sécurité dépendant du Ministère de l'Intérieur (Police, Gendarmerie, Sécurité civile) et la DGA .
Eurosatory, est un salon international de la défense et de la sécurité terrestres et aéroterrestre, qui se tient tous les deux ans en juin au parc des expositions de Paris-Nord Villepinte. Il y réunit industriels et militaires, marchands et acheteurs, soit l'ensemble des acteurs du secteur mondial.
Le GICAT décerne également des prix lors de ce salon, notamment le trophée de l'export, qui en 2014 a été remis au groupe Manitou et à Photonis en 2016.

#### Expodefensa
Expodenfensa (Feria internacional de Defensa y Seguridad) est le salon international Sécurité et Défense, le hub d'innovation en Amérique Latine. Organisé conjointement par le Corferias et le COGES, ce salon se déroule à Bogota en Colombie tous les 2 ans.